# 鄒榦
鄒榦（1409年—1492年），或稱鄒幹，字宗盛，號順菴，浙江錢塘縣（今浙江省杭州市）人，明朝政治人物。

## 生平
鄒榦為帝師鄒濟之子，鄒濟死時，鄒榦尚年幼。朱高熾監國期間，命其為應天府學生，月賜鈔米。正統三年（1438年）舉戊午科應天府鄉試，正統四年（1439年）聯捷三甲進士。
土木之變，景宗即位，鄒榦由兵部郎中越升至兵部右侍郎，才能為于谦所倚重。也先大軍迫近京師，九门均闭。城外百姓逃避战乱欲入城，鄒榦开门召入。之后改为礼部侍郎兼庶子，考察山西管理，弹劾罢免布政使侯復在内五十余人。后巡视河南、鳳陽水災，与王竑请求賑災。又請求下令命諸生入國子監學習時必須交糧以解決財政問題，此為明朝“納粟入監”之始。
成化二年二月癸未，再次賑災饑荒，升任禮部尚書，加太子少保。后被彈劾乞休，謚康靖。